# Ушно-слепоочни живац
Ушно-слепоочни живац (лат. nervus auriculotemporalis) је сензитивна грана доњовиличног нерва, која се одваја од његове задње завршне гране. Живац инервише кожу ушне шкољке и слепоочне регије, али такође прима и парасимпатичка влакна из језично-ждрелног живца за инервацију паротидне пљувачне жлезде.
Ушно-слепоочни живац настаје из два корена, која обухватају средњу можданичну артерију и око ње граде тзв. прстенасту замку. Након што се коренови споје у једно стабло на спољашњој страни крвног суда, живац се простире уназад и упоље испод крова инфратемпоралне јаме, пролази иза врата доње вилице и улази у паротидну ложу. Након тога он прави заокрет под правим углом, пролази кроз горњи део паротидне жлезде и улази у жлеб између трагуса (троугластог испупчења) ушне шкољке и виличног зглоба. У жлебу се живац пружа навише (паралелно са артеријским и венским судовима) и долази до слепоочног предела где се дели у завршне гранчице.
Бочне гране ушно-слепоочног живца су:
- спојничне гране са живцем лица (лат. rami communicantes cum nervi faciali), којих има од 1 до 4;
- паротидне гране (лат. rami parotidei), за инервацију паротидне жлезде;
- предњи живци ушне шкољке (лат. nervi auriculares anteriores), за инервацију коже трагуса и предњег дела ушне шкољке,
- живац спољашњег ушног канала (лат. nervus meatus acustici externi), за инервацију коже канала и
- грана за бубну опну (лат. ramus membranae tympani) за инервацију коже бубне опне.

Завршне гране ушно-слепоочног живца су површинске слепоочне гране (лат. rami temporales superficiales), које се зракасто шире и инервишу кожу слепоочног предела.